# Menandre
Menandre (grec antic: Μένανδρος, llatí: Menander; Atenes, ca. 342/341 aC — Atenes, ca. 292/290 aC) fou un poeta grec, el més distingit dels poetes de la nova comèdia.
Va escriure 108 comèdies i va obtenir premi al festival de les Lenees vuit vegades. Es desconeix el seu historial a les Dionísia, però pot ser que hagi estat igualment espectacular. Un dels escriptors de l'antiguitat més populars, la seva obra es va perdre durant l'edat mitjana i és coneguda actualment de manera molt fragmentària, bona part de la qual es va descobrir al segle xx. Només una obra, El malcarat, ha sobreviscut gairebé sencera, inclosa dins un dels papirs Bodmer trobats a Oxirrinc.
Menandre va trobar molts imitadors romans. L'Eunuc, Àndria, El turmentador de si mateix i Els germans de Terenci (anomenat per Cèsar dimidiatus Menander) van ser preses de Menandre, però algunes semblen ser adaptacions i combinacions de més d'una obra. Així, a l'Àndria es van combinar La dona d'Andros de Menandre i La dona de Perinthos, a L'eunuc i l'Adulador, mentre que Els germans es va compilar en part a partir de Menandre i en part a partir de Dífil. En general, se suposa que l'original de l'Hècyra de Terenci (com el de Phormio) no és Menandre, sinó Apol·lodor de Carist. Els Bàquides i l'Estic de Plaute probablement es van basar en El doble enganyador i Els homes fraternals de Menandre, però el Poenulus no sembla ser del Cartaginés, ni la Mostel·lària de L'aparició, malgrat la semblança de títols. Cecili Estaci, Lucius Lanuvinus, Turpilius i Atilius també van imitar Menandre. A més se li va acreditar l'autoria d'alguns epigrames de dubtosa autenticitat; les cartes adreçades a Ptolemeu Soter i els discursos en prosa sobre diversos temes esmentats per la Suda són probablement falsos.

## Biografia
Fill de Diòpites i Hegístrata, va viure al final del segle iv aC i començaments del segle iii aC. Va néixer vers el 342 aC o 341 aC. El seu pare era comandant de les forces atenenques a l'Hel·lespont en el moment en què va néixer. El pare era amic de Demòstenes que el va defensar d'alguna acusació vers el 341 aC i altre cop el 330 aC a Ctesifont. Alexis, el poeta còmic, era el seu oncle per part de pare, i segurament fou qui el va introduir a la comèdia.
Fou amic de Teofrast i Epicur (aquest darrer fou el seu amic íntim i el primer el seu mestre). Menandre va escriure un epigrama anomenat Epicur i Temístocles. Durant la seva vida fou amic de Demetri de Falèron que l'admirava per les seves obres. Quan Demetri fou expulsat d'Atenes va estar a punt de ser condemnat a mort, però es va salvar per la intercessió de Telesfor, gendre de Demetri. Després fou admirat també per Ptolemeu I Sòter que el va convidar a Alexandria, invitació que Menandre va declinar.
Segons una inscripció va morir a cinquanta-dos anys (vers 291 aC), el 32è any de regnat de Ptolemeu i durant l'arcontat de Filip. Eusebi Escolàstic diu que va morir a Atenes, i Ovidi diu que va morir ofegat mentre es banyava al port del Pireu, i fou enterrat a la via entre el Pireu i Atenes. Es conserven dos epigrames seus a l'antologia grega. Va compondre un centenar de comèdies, però moltes no foren gaire populars (a causa del seu gust per les exhibicions elegants) i només vuit van obtenir premis, mentre el seu rival Filemó el Vell, considerat inferior en talent, fou més apreciat. Se li va erigir una estàtua al teatre d'Atenes, cosa que es feia amb molts poetes, però segons Pausànias era el més destacat dels poetes còmics que tenia una estàtua al lloc. Pòstumament, fou molt reconegut i Aristòfanes de Bizanci el situa en el segon lloc només darrere Homer. Fou també apreciat i imitat pels romans (especialment per Terenci).

## Pèrdua de la seva obra
La major part de l'obra de Menandre no va sobreviure a l'edat mitjana, excepte com a fragments curts. Se suposa que la biblioteca de Federico da Montefeltro a Urbino tenia tutte le opere, una obra completa, però la seva existència ha estat qüestionada i no n'hi ha rastres després de la presa de la ciutat per Cèsar Borja i el trasllat de la biblioteca al Vaticà.
Fins a finals del segle xix, tot el que es coneixia de Menandre eren fragments citats per altres autors i recollits per Augustus Meineke (1855) i Theodor Kock, Comicorum Atticorum Fragmenta (1888). Aquests consisteixen en uns 1650 versos o parts de versos, a més d'un nombre considerable de paraules citades de Menandre per antics lexicògrafs.

## Descobriments del segle XX

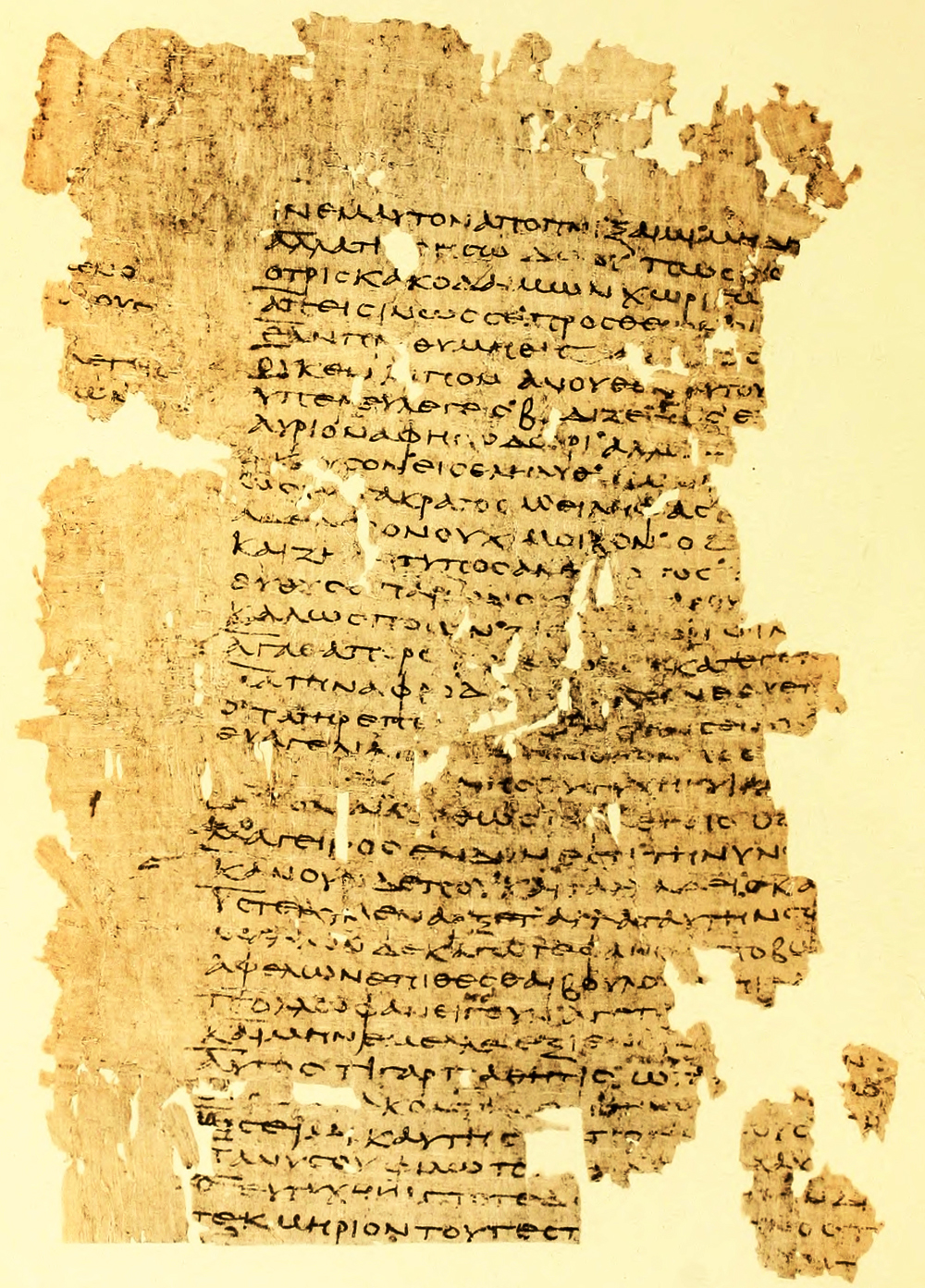
Un fragment de papir de la Perikeiromene, ll. 976–1008 (P. Oxy. 211 II 211, segle I o II dC)

Aquesta situació va canviar bruscament el 1907, amb el descobriment del Còdex del Caire, que contenia grans parts del Samia, el Perikeiromene i els Epitrepontes; una secció dels Heros; i un altre fragment d'una obra no identificada. Un fragment de 115 línies del Sikyonioi s'havia trobat al Paper maixé d'una caixa de mòmies el 1906.
El 1959 es va publicar el papir de Bodmer que contenia Dyskolos, més de Samia i la meitat de Aspis. A finals de la dècada del 1960, es va trobar més Sikyonioi com a farciment per a dos casos més de mòmies; això va resultar extret del mateix manuscrit que el descobriment de 1906, que clarament s'havia reciclat a fons.
Es continuen descobrint i publicant altres fragments de papir.

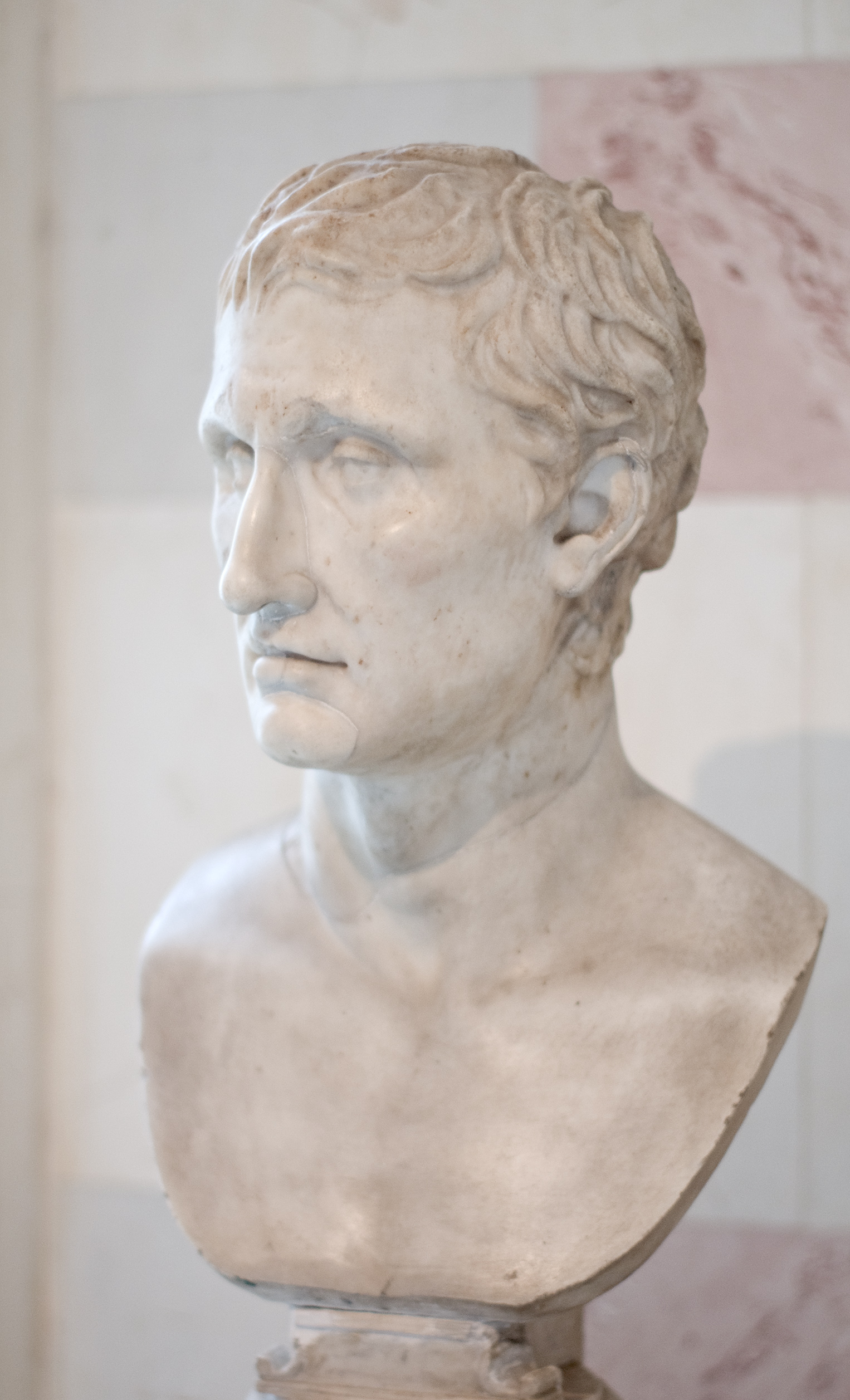
Menandre. Còpia romana, segons l'original de Kefisòdot el Jove i Timarc, fills de Praxíteles, marbre del segle IV aC. El Museu de l'Ermitage, Sant Petersburg, Rússia

L'any 2003 es va trobar un palimpsest, en escriptura siríaca del segle IX, en què el pergamí reutilitzat prové d'un manuscrit grec molt car del segle IV d'obres de Menandre. Les pàgines supervivents contenen parts del Dyskolos i 200 línies d'una altra peça de Menandre, fins ara inèdita, titulada Titthe.

## Cites famoses
En la seva Primera carta als Corintis, l'Apòstol Pau cita Menandre en el text La mala companyia corromp el bon caràcter, que probablement prové de la seva obra de teatre Thais; segons l'historiador cristià Sòcrates Escolàstic del segle v, Menandre va derivar això d'Eurípides.
| « | Qui treballa amb diligència no necessita mai desesperar-se, perquè tot s'aconsegueix amb diligència i treball. —Menandre | » |

Ἀνερρίφθω κύβος (anerriphtho kybos), més conegut en llatí com Alea iacta est. La forma grega va ser citada famosament per Juli Cèsar quan va comprometre el seu exèrcit a la guerra civil creuant el riu Rubicó. La frase real utilitzada per Juli Cèsar a l'encreuament del Rubicó era una cita en grec de l'obra Arrhephoros de Menandre.
| « | Ell [Cèsar] ho va dir en grec en veu alta i va fer passar l'exèrcit. (Plutarc, Vida de Pompeu, 60.2.9) | » |

Lewis i Short, citant Casaubon i Ruhnk, suggereixen que el text de Suetoni hauria de ser Jacta alea esto, que tradueixen com Que es llenci el dau!, o Que s'aventuri el joc!. Això coincideix amb l'imperatiu passiu perfecte en tercera persona de Plutarc ἀνερρίφθω κύβος (anerrhiphtho kybos).
Segons la Traducció de Meditacions de Marcus Aurelius de Gregory Hayes, Menandre també és conegut per la cita/provebi: un home ric posseeix tants béns que no té on cagar. (Meditacions, V:12)
Una altra cita ben coneguda de Menandre és Qui els déus estimen mor jove.

## Obres
Obres millor conservades:
- Ἀσπίς
- Δύσκολος. Aquesta és la sola obra de Menandre que conservem sencera. Ha estat traduïda al català per Eloi Creus a l'editorial Adesiara com El malcarat.[10]
- Ἐπιτρέποντες
- Περικειρομένη
- Σαμία
- Σικυώνιος

Resten fragments o referències de les següents obres:
- Ἀδελφοί
- Ἀλαεῖς
- Ἀνατιθεμένη ἢ Μεσσηνία,
- Ἀνδρία
- Ἀνδρόγυνος ἢ Κρής
- Ἀνεψιοί
- Ἄπιστος
- Ἀρρηφόρος ἢ Αὐλητρίς
- Αὑτὸν πενθὼν
- Ἀφροδίσια
- βοιωτία
- Γεωργός
- Δακτύλιος
- Δάρδανος
- Δεισιδαίμων
- Δημιουργός
- Δίδυμαι
- Δὶς ἐξαπατῶν
- Ἑαυτὸν τιμωρούμενος
- Ἐγχειρίδιον
- Ἐμπιπραμένη
- Ἐπαγγελλόμενος
- Ἐπίκληρος
- Εὐνοῦχος
- Ἐφέσιος
- Ἡνίοχος
- Ἥρως
- Θαΐς
- Θετταλή
- Θεοφρουμένη
- Θησαυρός
- Θρασυλέων Ἱέρεια
- Ἰμξρίοι
- Ἱπποκόμος
- Κανηφόρος
- Καρινη
- Καρχηδόνιος
- Καταψευδόμενος
- Κερκύφαλος
- Κιθαριστής
- Κνιδία
- Κόλαζ
- Κονειαζόμεναι (o Κωνιαζόμεναι)
- Κνξερνῆται
- Λευκαδία
- Λοκροί
- Μέθη
- Μηναγύρτης
- Μισογύνης
- Μισούμενος
- Ναύκληρος
- Νομοθέτης
- Εενολόγος
- Ὀλυνθία
- Ὁμοπάτριοι
- Ὀργή
- Παιδίον
- Παλλακή
- Παρακαταθήκη
- Περινθία
- Πλόκιον
- Πρόγαμοτ
- Προεγκαλῶν
- Πωλούμενοτ
- ?απιζομένη
- Σικυώνιος
- Στρατιῶται
- Συναριστῶσαι
- Συνερῶσα
- Ευνέφηξοι
- Τίτθη
- Τροφώνιος
- Ὑδρία
- Ὑμνίς
- Ὑποξολιμαῖος ῍η Ἄγροικος
- Φάνιον
- Φάσμα
- Φιλάδελφοι
- Χαλκεῖα
- Χαλκίς
- Χήρα
- Ψευδηρακλῆς
- Ψοφοδεής.

Altres fragments, uns 500, no poden ser atribuïts a cap obra concreta.

## Traduccions catalanes
- El malcarat, traducció d'Eloi Creus. Martorell: Adesiara, 2020.ISBN 978-84-16948-45-1[11] Es tracta d'una traducció del Δύσκολος, que segurament és de l'obra més cabdal de Menandre, ja que és l'única que ens ha arribat íntegra i, a més, Molière s'hi va inspirar per a escriure El misantrop.[12]